# ۱۰۴۰ (قمری)
۱۰۴۰ (قمری)، هزار و چهلمین سال در گاهشماری هجری قمری است. اول محرم این سال برابر با دهم اوت سال ۱۶۳۰ میلادی است.

## وابسته
- کعبه